# Lleó de les neus
El lleó de les neus (en tibetà: གངས་སེང་གེ་; Wylie: gangs seng ge; en xinès: 瑞獅; en pinyin: ruìshī) és un animal celestial de la cultura tibetana. És l'emblema del Tibet, representant les seves serralades nevades i glaceres, i també simbolitza el poder i la força, l'audàcia i l'alegria, l'orient i l'element terra. És una de les Quatre Dignitats del budisme de Shambhala, al costat del tigre, la garuda i el drac. S'estén sobre les muntanyes, i s'acostuma a representar de color blanc amb una cabellera de color turquesa.

## Emblema nacional del Tibet

La bandera del Tibet en ús oficial entre 1912 i 1950. Conté dos lleons de les neus entre altres elements, i encara és utilitzada pel govern tibetà en l'exili, però està proscrita en la República Popular Xina

Entre 1909 i 1959, un exemplar o un parell de lleons de les neus va ser utilitzat com a escut del Tibet en monedes, segells postals, bitllets i en la bandera nacional. La versió de la bandera, amb dos lleons, va ser introduïda per Thubten Gyatso, el tretzè Dalai Lama, el 1912, basada en antigues banderes militars, i segueix sent utilitzada pel Govern tibetà en l'exili. La bandera és coneguda popularment com la bandera dels lleons de les neus (gangs seng dar cha).

## En la cultura tibetana
El lleó de les neus s'esmenta amb freqüència en cançons i proverbis populars tibetans. Es creu que viu a les muntanyes més altes, ja que és el «rei de les bèsties» i s'elevaria per sobre els altres animals de nivells inferiors. Els lleons de les neus també poden representar a ermitans i ioguis que viuen a la part alta de les muntanyes.

### Llet de lleona de les neus

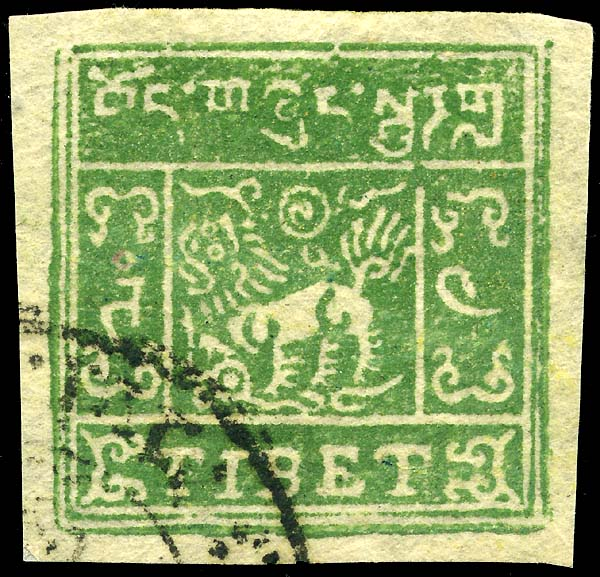
Segell amb un lleó de les neus (1934)

En la tradició tibetana, dos herois culturals, Gesar i Milarepa, van ser alletats amb llet de lleona de les neus. Aquesta llet (en tibetà, Gangs Sengemo) té fama de contenir nutrients especials per guarir el cos i restaurar-lo a l'harmonia. Alguns remeis medicinals sagrats es creu que contenen l'essència de la llet de la lleona de les neus. La seva llet també s'usa per simbolitzar el dharma i la seva puresa, tal com Milarepa li etziba a un home que busca comprar-li el dharma amb regals cars:

«Jo, la lleona de les neus que roman en solituds nevades,

Tinc llet que és com el nèctar essencial.

En absència de copes d'or,

No la vessaria en un recipient ordinari.»

La llegenda diu que la lleona produeix la llet de les seves potes, i que aquesta pot traspassar-se a unes boles buides que se li donen a la lleona perquè jugui. Aquestes boles poden ser representades en l'art tibetà com a "rodes de l'alegria" de tres colors (dga' 'khyil).

### Dansa

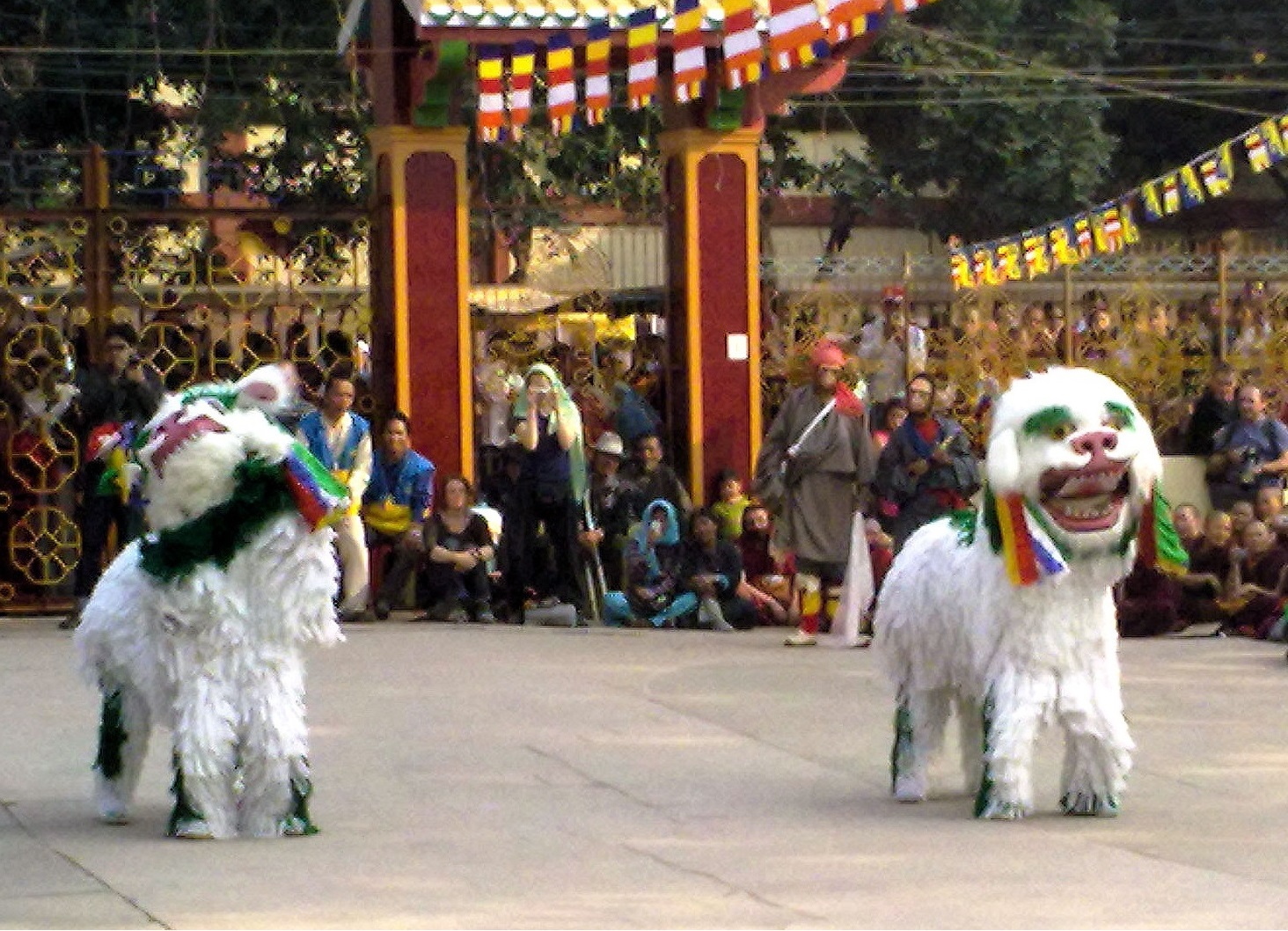
Dansa del Lleó de les Neus a Bodh Gaya, Índia

Una forma de dansa del lleó executada en àrees tibetanes es coneix com a «dansa del lleó de les neus» (Senggeh Garcham). El nom seng ge i les seves formes relacionades provenen del sànscrit siṅha, i cham o garcham és una dansa ritual budista. La dansa del lleó de les neus es pot realitzar com a dansa secular, o com una dansa ritual dels monjos bön. Aquesta dansa també es pot trobar dins de les expressions culturals d'altres pobles de l'Himàlaia, com els monba d'Arunachal Pradesh, i a Sikkim, on se l'anomena Singhi Chham.

## En l'art budista
El lleó va ser adoptat com un símbol de Siddharta Gautama en el budisme primerenc; també representa un vehicle per a diverses deïtats de Vajrayāna com ara Vaisravana i Manjusri, mentre que el tron del lleó es pot trobar en moltes formes trikāya de Buda. El lleó en l'art de l'Índia és representat en l'art budista tibetà tal com un lleó de les neus. És el protector de Buda, i en les pintures i escultures se sol veure sostenint el seu tron, un a l'esquerra i un altre a la dreta, i també pot ser representat amb vuit lleons de les neus representant els vuit bodhisattves principals de Buda Sakiamuni.